# Jules Colbeau
Jules Colbeau (1er juillet 1823 à Namur – 11 avril 1881 à Ixelles) est un naturaliste belge spécialisé en malacologie.

## Biographie
Jules Colbeau est né au sein d’une famille aisée dont Joseph Grandgagnage, un oncle maternel, est le membre le plus connu.
Il fait de brillantes humanités à l’Athénée de Namur, pour lors administré par l’autorité publique locale, et il y a pour ami François Roffiaen, en compagnie duquel il se passionne très tôt pour l’observation curieuse de la nature.
Il entame des études de droit à l’Université de Louvain, mais les abandonne après avoir obtenu le grade de candidat pour se livrer entièrement à l’étude des sciences naturelles.
C’est ainsi qu’il participe successivement à la fondation de la Société entomologique de Belgique (1855), puis à celle de la Société malacologique de Belgique  (1863) dont il assuma le secrétariat jusqu’à sa mort et aux Annales  de laquelle il livra le fruit de ses propres études, principalement dédiées aux mollusques vivants et fossiles de Belgique.